# Sinocharis korbae
Sinocharis korbae är en fjärilsart som beskrevs av Rudolf Püngeler 1912. Sinocharis korbae ingår i släktet Sinocharis och familjen nattflyn. Inga underarter finns listade i Catalogue of Life.